# Hardcore Justice 2015 (aprile)
Hardcore Justice 2015 è stata tredicesima edizione prodotta dalla federazione Total Nonstop Action Wrestling (TNA) e la terza ad essere stata inserita nel pay-per-view One Night Only. L'evento ha avuto luogo il 13 febbraio 2015 presso il Impact Wrestling Zone di Orlando in Florida ed è stato trasmesso il 1º aprile 2015.

## Risultati
| #                                                         | Match | Stipulazioni                                              | Durata |
| --------------------------------------------------------- | --- | --------------------------------------------------------- | ------ |
| 1                                                         | The Wolves (Davey Richards ed Eddie Edwards hanno sconfitto The Revolution (Manik e The Great Sanada)                                          | Street Fight match per il TNA World Tag Team Championship | 10:08  |
| 2                                                         | Drew Galloway ha sconfitto Kenny King | Pipe On A Pole Match                                      | 09:45  |
| 3                                                         | Eric Young ha sconfitto Gunner | Tables match                                              | 10:07  |
| 4                                                         | Gail Kim ha sconfitto Havok | Street fight match                                        | 07:31  |
| 5                                                         | Matt Hardy ha sconfitto Abyss | Monster's Ball match                                      | 11:30  |
| 6                                                         | James Storm ha sconfitto Chris Melendez, Crazzy Steve, Crimson, DJ Z, Jessie Godderz, Khoya, Knux, Mr. Anderson, Robbie E, Samuel Shaw e Tyrus | 12-man Battle royal match                                 | 24:13  |
| 7                                                         | Ethan Carter III ha sconfitto Rockstar Spud | First Blood match                                         | 10:41  |
| 8                                                         | Bram ha sconfitto Tommy Dreamer | Six Sides of Steel match                                  | 11:35  |
| 9                                                         | Bobby Roode ha sconfitto Lashley | Last Man Standing match                                   | 13:00  |
| (c) - campione in carica al momento dell'inizio del match | |                                                           |        |

### Weapons Gauntlet Battle Royal
In riferimento alla sesta riga della tabella soprastante.
| 1          | Robbie E       | Tyrus               | 12:19       |             |             |
| 2          | Chris Melendez | Tyrus               | 12:51       |             |             |
| 3          | Jessie Godderz | Knux                | 14:36       |             |             |
| 4          | Samuel Shaw    | Crimson             | 17:13       |             |             |
| 5          | DJ Z           | Crazzy Steve        | 22:03       |             |             |
| 6          | Crazzy Steve   | Khoya               | 22:21       |             |             |
| 7          | Knux           | Khoya e James Storm | 22:32       |             |             |
| 8          | Khoya          | Mr. Anderson        | 22:32       |             |             |
| 9          | Tyrus          | Mr. Anderson        | 24:01       |             |             |
| 10         | Mr. Anderson   | James Storm         | 24:13       |             |             |
| Vincitore: | James Storm    | James Storm         | James Storm | James Storm | James Storm |